# Evangelis sinòptics

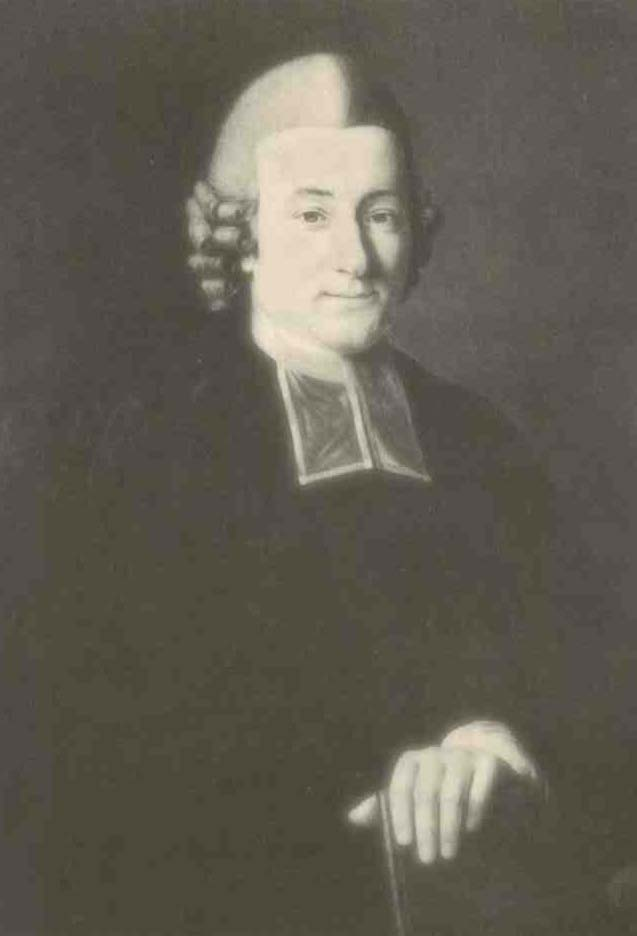
Johann Jakob Griesbach, biblista alemany. El títol del seu llibre Synopsis, edició crítica en la qual es presentaven els evangelis de Mateu, Marc i Lluc en columnes paral·leles per tal de facilitar-ne la comparació, va donar peu a la denominació «evangelis sinòptics».

Els evangelis de Mateu, Marc i Lluc es coneixen com els evangelis sinòptics perquè comparteixen moltes històries amb una seqüència i un llenguatge similars o idèntics, en contrast amb Joan, que és majoritàriament diferent.
El terme “sinòptic” prové del grec synopsis, que significa “veure conjuntament”. Aquest paral·lelisme fort es deu a la interdependència literària, tot i que també s'ha explorat el paper de l’oralitat. El “problema sinòptic”, que analitza la relació entre aquests textos, considera majoritàriament que Mateu i Lluc es basen en Marc i en un document hipotètic anomenat Q. Aquesta qüestió continua sent objecte de debat.
Els evangelis sinòptics són tres dels evangelis canònics, en concret els de Mateu, Marc i Lluc. El terme sinòptic prové dels formants grecs συν (*syn, "junt") i οψις (*opsis, "veure"). Els tres primers evangelis són anomenats sinòptics perquè responen a un mateix esquema literari de fons i perquè contenen molts materials comuns, de tal manera que és possible d'obtenir una «visió de conjunt» dels textos aportats.
L'any 1766 J.J. Griesbach va presentar la seva sinopsi sobre els tres evangelis, organitzant les parts comunes en un format de columnes. L'estudi de Griesbach va guanyar popularitat en l'ambient acadèmic, el que va dur a anomenar els tres evangelis "els sinòptics".
Per a justificar aquest fenomen -el problema sinòptic- s'han donat diverses explicacions, algunes d'elles força complicades. No es pot dir que els estudiosos hagin arribat a la unanimitat en les seves conclusions. Però avui se sol admetre, amb matisos, el que s'anomena la teoria de les dues fonts: l'Evangeli segons Marc seria el més antic dels evangelis. Els evangelis segons Lluc i Mateu dependrien, sense que hi hagi contactes entre l'un i l'altre, de l'Evangeli segons Marc; a més, integrarien un document comú a ells dos, però desconegut per Marc (l'anomenada font Q, que consistia en una col·lecció de paraules de Jesús); d'altra banda, caldria considerar les tradicions pròpies que haurien arribat tant a Mateu com a Lluc. Per tant, tot i que deixa algunes qüestions sense resoldre, la teoria o hipòtesi de les dues fonts (Evangeli segons Marc i Q) dona raó de molts problemes plantejats per l'anàlisi dels textos.
En els tres evangelis sinòptics es pot resseguir un esquema bàsic semblant:
1. Preparació del ministeri de Jesús (Mt 1,1-4,11; Mc 1,1-13; Lc 1,1-4,13).
2. Ministeri de Jesús a Galilea (Mt 4,12-16,12; Mc 1,14-8,26; Lc 4,14-9,50).
3. Pujada de Jesús a Jerusalem (Mt 16,13-20,34; Mc 8,27-10,52; Lc 9,51-19,44).
4. Ministeri de Jesús a Jerusalem. Passió, mort i resurrecció (Mt 21,1-28,20; Mc 11,1-16,8; Lc 19,45-24,53).

Cada evangelista distribueix els materials de la manera que li sembla més oportuna. Lluc, pel seu costat, explica breument l'ascensió de Jesús (Lc 24,50-53), escena que reprendrà al començament del llibre dels Fets dels Apòstols (Ac 1,3-11).
Per a fer-se una idea de la realitat sinòptica i de les relacions entre els evangelis de Mateu, Marc i Lluc, oferim l'estadística següent:
- versets comuns als tres evangelis: 330.
- versets comuns a Mateu i Marc: 178.
- versets comuns a Lluc i Marc: 100.
- versets comuns a Mateu i Lluc: 230.
- versets propis de Marc: 53.
- versets propis de Mateu: 330.
- versets propis de Lluc: 500.

El fet sinòptic ens fa adonar del respecte que les primeres comunitats cristianes senten per la tradició que arrenca de Jesús mateix. Ara bé, aquesta tradició no es va desenvolupar de manera mecànica, sinó que s'expressà en la memòria viva d'una fe que trobà a poc a poc la seva expressió escrita. Es pot parlar, doncs, d'una creativitat sense recances a l'hora d'acostar la Paraula a la vida pràctica de la gent de cada època i de cada ambient. El resultat és una actualització del missatge de Jesús i del missatge sobre Jesús.